# Police Academy 6: City Under Siege
Police Academy 6: City Under Siege (Brasil: Loucademia de Polícia 6 / Portugal: Academia de Polícia 6: Cidade Sitiada) é um filme estadunidense de 1989, do gênero comédia, dirigido por Peter Bonerz e distribuido pela Warner Bros. Pictures.

## Sinopse
O grupo de policiais da Academia é chamado para uma missão: Acabar com uma gangue que rouba bancos e joalherias em uma área específica da cidade. Usando o talento para trapalhadas de cada um deles, eles enfrentarão o bando de criminosos. Sob a falsa suspeita de que algum espião esteja infiltrado em seu Distrito Policial, o capitão Harris (G. W. Bailey) contribui para que a situação se agrave ainda mais.

## Elenco
- Bubba Smith ... Tenente Moses Hightower
- David Graf ... Sargento Eugene Tackleberry
- Michael Winslow ... Sargento Larvelle Jones
- Leslie Easterbrook ... Tenente Debbie Callahan
- Marion Ramsey ... Sargento Laverne Hooks
- Lance Kinsey ... Tenente Proctor
- Matt McCoy ... Sargento Nick Lassard
- Bruce Mahler ... Sargento Douglas Fackler
- G.W. Bailey ... Capitão Thadeus Harris
- George Gaynes ... Comandante Eric Lassard
- George R. Robertson ... Comissário henry Hurst
- Kenneth Mars ... O Prefeito / Mentor
- Gerrit Graham ... Ace
- Brian Seeman ... Flash
- Darwyn Swalve ... Ox
- Sippy Whiddon ... MG
- Allison Mack ... Garota
- Arthur Batanides ... Sr. Kirkland
- Dean Norris ... Cop

## Recepção
No site agregador de críticas Rotten Tomatoes, 0% das 9 resenhas dos críticos são positivas, com uma classificação média de 2,6/10.